# Justine Bateman
Pour les articles homonymes, voir Bateman.
Justine Bateman, née le 19 février 1966 à Rye, (État de New York, États-Unis), est une actrice, réalisatrice et scénariste américaine.

## Biographie
Elle est née à Rye (État de New York), au nord de New York. Son père, Kent Bateman, est auteur et réalisateur de télévision et sa mère, Victoria Elizabeth, originaire du Royaume-Uni, est hôtesse de l'air pour la Pan Am. Son frère, Jason Bateman, est acteur, réalisateur et producteur.
Elle a étudié à l'école secondaire Taft Charter de Woodland Hills en Californie. Adolescente, en 1982, elle débute à la télévision, jouant le rôle de Mallory Keaton dans une série de télévision, jusqu'en 1989.
En 1996, elle a joué dans Lois & Clark : les nouvelles aventures de Superman. Elle y interprète le personnage de Sarah dans quatre épisodes de  la saison 3 et deux épisodes de la saison 4.
Justine Bateman a rencontré Leif Garrett en janvier 1988. En 2001, elle s'est mariée avec Mark Fluent ; le couple a deux enfants. En 2008, elle a témoigné devant le Comité de commerce du Sénat des États-Unis pour la neutralité du réseau internet. Elle a une licence de pilote d'avions monomoteurs et d'un certificat de plongée sous-marine.
Le 24 mars 2012, elle a été admise à l'université de Californie à Los Angeles (UCLA), en gestion numérique et informatique. Elle a obtenu son diplôme en 2016.

## Filmographie

### Comme actrice

#### Cinéma
- 1988 : Satisfaction : Jennie Lee
- 1990 : The Closer : Jessica Grant
- 1992 : Primary Motive : Darcy Link
- 1993 : Beware of Dog : Linda Irving
- 1993 : Chassé-croisé (The Night We Never Met) : Janet Beehan
- 1996 : The Acting Thing
- 1996 : God's Lonely Man : Meradith
- 1996 : Kiss and Tell : Molly McMannis
- 1997 : Highball : Sandy
- 1999 : Say You'll Be Mine : Chelsea
- 2006 : The TV Set : Natalie Klein

#### Télévision
(août 2024).
- 1985 : Le Droit de tuer : Deborah Jahnke
- 1985 : First the Egg : Sara
- 1985 : Family Ties Vacation : Mallory Keaton
- 1986 : Plus fort que la nuit (Can You Feel Me Dancing?) : Karin Nichols
- 1988 : Mickey's 60th Birthday : Mallory Keaton
- 1990 : Meurtre en vidéo (The Fatal Image) : Megan Brennan
- 1992 : In the Eyes of a Stranger : Lynn Carlson
- 1993 : Deadbolt (en) : Marty Hiller
- 1994 : Terror in the Night : Robin
- 1994 : Another Woman : Lisa Temple
- 1995 : A Bucket of Blood : Carla
- 1996 : Loïs et Clark : Les Nouvelles Aventures de Superman : Sarah/Zara (Saison 3 épisodes 21 et 22 / Saison 4 épisodes 1 et 2)
- 2003 : Out of Order : Annie
- 2004 : The Hollywood Mom's Mystery : Lucy Freers
- 2004 : Humor Me : Paula
- 2006 : Le Prix de la trahison (To Have and to Hold) : Meg
- 2006 : Arrested Development : Nellie Bluth
- 2007 : Men in Trees : Leçons de séduction : Lynn
- 2007 : L'Homme aux yeux de loup (Hybrid) : Andrea
- 2008 : Desperate Housewives : Ellie
- 2009 : Psych : Enquêteur malgré lui, saison 3 épisode 15 : Victoria Parker-Lassiter
- 2011 : Criminal Minds: Suspect Behavior : Margaret (saison 1, épisode 3)

### Comme réalisatrice
- 2021 : Violet (aussi scénariste)